# يوهان يواخيم فينكلمان
يوهان يواخيم فينكلمان (بالألمانية: Johann Joachim Winckelmann) هو مؤرخ فن وعالم آثار وكاتب ألماني ولد في عام 1717 في ستندال ومات مقتولاً في عام 1768 في تريست. ترك مجموعة من المؤلفات وضع فيها أسس الطريقة العلمية للبحث الأثري. ولكن أشهر أعماله على الإطلاق كان: تاريخ الفن في العصور القديمة الذي صدر عام (1764). يرجع أصل فينكلمان إلى العمل في صناعة الأحذية. كان رائدًا في الهلنستية، فقد أوضح الفرق بين الفن اليوناني واليوناني الروماني والروماني. «البطل المؤسس والمُلهم لعلم الآثار الحديث». كان فينكلمان أحد مؤسسي علم الآثار العلمي وأول من طبق تصنيفات الأسلوب على أساس منهاجي واسع في تاريخ الفن. يعتبره الكثيرون والد الانضباط في تاريخ الفن. كان من أوائل مَن قسّموا الفن الإغريقي إلى فترات، وتصنيفات زمنية. كان له تأثير حاسم على صعود الحركة الكلاسيكية الجديدة خلال أواخر القرن الثامن عشر. لم تؤثر كتاباته على علم الآثار وتاريخ الفن فحسب، بل على الرسم والنحت والأدب الغربي وحتى الفلسفة. كان كتابه (تاريخ فينكلمان للفن القديم) في عام 1764 أحد أوائل الكتب التي كُتبت بالألمانية الذي يعَد من كلاسيكيات الأدب الأوروبي. أُطلِق على تأثيره اللاحق على ليسينغ، وهيردر، وغوته، وهولدرلين، وهاينه، ونيتشه، وجورج، وسبنغلر لقبٌ مُستفز هو «طغيان اليونان على ألمانيا». يُكرَّس حاليا معهد فينكلمان التابع لجامعة هومبولت في برلين لدراسة الآثار الكلاسيكية.
عاش فينكلمان وسط آثار المدينة الخالدة روما، التي كانت آنذاك محجة لعشاق الحضارة الكلاسيكية وكان يفيض حماساً واندفاعاً، كما ان اهتمامه كان ينصب بالدرجة الأولى على الأعمال الفنية العظيمة. كل هذه العوامل جعلته ذائع الصيت، وإليه يعود الفضل في أنه صاغ بقوة وإقناع تلك الفكرة القائلة: إن هناك تاريخاً للفن، أي أن الفن يولد ويزدهر ويذوي مع الحضارات التي ترعرع فيها. كان فينكلمان مثلي الجنس، وشكلت الشبقية المثلية صراحةً فحوى كتاباته عن فلسفة الجمال. ميّز ذلك من عاصره، مثل غوته ذلك. ويعتبر فينكلمان مؤسس علم الآثار الكلاسيكي. وقتل أثناء رحلة له في تريست.

## سيرته

### مطلع حياته
ولد فينكلمان ستندال في مرغريفية براندنبورغ لعائلة فقيرة. عمل والده، مارتن فينكلمان إسكافيًا، بينما كانت والدته، آنا ماريا ماير، ابنة حائك. كانت سنوات فينكلمان الأولى مليئة بالصعاب، لكن اهتماماته الأكاديمية حفزته ليمضي قُدماً. في وقت لاحق عندما أصبح عالماً مشهوراً في روما، كتب: «يُفسد المرء من الدلال عندما يصل إلى هنا؛ لكن الله مدين لي بهذا؛ فقد عانيت في شبابي كثيرًا».
التحق فينكلمان بجمعية كولنيشز في برلين وقاعة ألتستادشيس للألعاب الرياضية في سالزويديل، وفي عام 1738، عندما كان بسن 21، دخل جامعة هاله طالبًا في علم اللاهوت. ومع ذلك، لم يكن فينكلمان مهتماً بعلم اللاهوت. أصبح مهتمًا بالكلاسيكيين اليونانيين في شبابه، لكن سرعان ما أدرك أن المعلمين في هاله لا يمكنهم تلبية اهتماماته الفكرية في هذا المجال. ومع ذلك فقد كرس نفسه للغة اليونانية وتبع محاضرات ألكساندر غوتليب بومغارتن، واضع مصطلح «علم الجمال».
في عام 1740 حضر فينكلمان دروسا طبية في يينا لنيته بأن يصبح طبيباً. وعمل بتدريس اللغات. من 1743 إلى 1748، كان نائب مدير صالة الألعاب الرياضية في سيهاوزن في ألتمارك، لكنه شعر أن العمل مع الأطفال لم يكن مهنته الحقيقية. علاوة على ذلك، لم تكن موارده المالية كافية: فقد كان راتبه منخفضًا جدًا لدرجة أنه اضطر إلى الاعتماد على أهالي طلابه للحصول على وجبات مجانية. بالتالي كان مضطرا للقبول بوظيفة مدرس خاص في ماغدبورغ. بينما كان مدرسًا لعائلة لامبريخت المعروفة، وقع في علاقة حب غير متبادل مع ابن لامبريخت الوسيم. كانت هذه إحدى القصص من سلسلة قصص الحب خلال حياته. حفّزت حماسة فينكلمان الشكل الذكوري براعم إعجابه بالمنحوتات اليونانية والرومانية القديمة.

### أمين مكتبة فون بون
في عام 1748، كتب فينكلمان إلى الكونت هاينريش فون بوناو: «يعُطى الأدب اليوناني -الذي كرّست نفسي له بما استطعت إليه سبيلا- قيمةً دنيئة عندما تكون الكتب الجيدة نادرة ومكلفة». في نفس العام، عُيِّن فينكلمانأمينًا لمكتبة فون بوناو في نونيت، بالقرب من درسدن. احتوت المكتبة على حوالي 40.000 مجلد. كان فينكلمان قد قرأ هوميروس وهيرودوت وسوفوكليس وكسينوفون وأفلاطون، لكنه وجد في نونيتز أعمالًا لمشاهير كتّاب عصر التنوير من أمثال فولتير ومونتيسكيو. كان تركه للجو الإسبارطي في بروسيا وراءه بمثابة ارتياح كبير له. تضمن واجب فينكلمان الرئيس مساعدة فون بوناو في كتابة كتاب عن الإمبراطورية الرومانية المقدسة والمساعدة في جمع المواد اللازمة لذلك. قام خلال هذه الفترة بعدة زيارات لمجموعة من الآثار في درسدن، لكنْ ظل وصفه لأفضل لوحاتها غير مكتمل. مع ذلك، أيقظت الكنوز هناك في فينكلمان اهتماماً شديداً بالفن، وتعمق فيه من خلال صداقته مع العديد من الفنانين، لا سيما الرسام آدم فريدريش أويسر (1717-1799) صديق غوته المستقبلي المؤثر فيه الذي شجع فينكلمان في دراساته الجمالية. أثرَّ فينكلمان بعد ذلك بشكل قوي على يوهان فولفغانغ فون غوته.
في عام 1755، نشر كتاب «أفكار حول تقليد الأعمال اليونانية في الرسم والنحت»، تلاه هجوم مصطنع على العمل والدفاع عن مبادئه، ظاهريًا من قبل ناقد مُحايد. تحتوي الأفكار على أول بيان للمذاهب التي طورها فيما بعد، والمثل الأعلى «للبساطة النبيلة والعظمة الهادئة والتأكيد الحتمي» «السبيل الوحيد للعظمة، وربما الإعجاز، هو تقليد القدماء» في إنجلترا. أثارت وجهات نظر فينكلمان النقاش في ستينيات وسبعينيات القرن الماضي رغم أنها اقتصرت على الأوساط الفنية. نُشرت ترجمة هنري فوسيلي «تأملات في الرسم والنحت لليونانيين» في عام 1765، وأعيد طبعها مع تعديلات في عام 1767.

### روما
في عام 1751، زار المندوب البابوي ورب عمل فينكلمان المستقبلي -ألبيركو أرتشنتو- نوتينيتز، وفي عام 1754 انضم فينكلمان إلى الكنيسة الكاثوليكية الرومانية. استنتج غوته أن فينكلمانكان وثنيًا، في حين أكد جيرهارد جيتمان أن فينكلمان «مات كاثوليكيًا مخلصًا مؤمناً» بكلتا الحالتين، فتح هذا التحولُ له أبوابَ المكتبة البابوية. بناءً على سمعة كتابه (أفكار) منحه أغسطس الثالث -ملك بولندا وإلدر ساكسونيا- بسبب كتابه معاشًا تقاعديًا قدره 200 طالر، وبذلك تمكن من مواصلة دراسته في روما.
وصل فينكلمان إلى روما في نوفمبر عام 1755، وكانت مهمته الأولى هناك هي وصف التماثيل في كورتيل ديل بلفيدير أبولو بلفيدير  ولاوكوني وما يسمى أنتينوس وبلفيدير تورسو  التي مثلت بالنسبة له «الكمال التام للنحت القديم». خطط فينكلمان للبقاء في إيطاليا لمدة عامين فقط بمساعدة منحة درسدن، لكن غيّر اندلاعُ حرب السنوات السبع (1756-1763) خططَه.
عُيّن أمين مكتبة الكاردينال باسونيه، الذي أعجب بالكتابة اليونانية الرائعة لفينكلمان. أصبح فينكلمانأميناً لمكتبة الكاردينال أرشينتو أيضاً، وعوُمل بالكثير من اللطف من الكاردينال باسونيه. بعد وفاتهم، عُيّن فينكلمان أمين مكتبة في منزل أليساندرو كاردينال ألباني الذي كان لديه مجموعة رائعة من التحف في فيلا في بورتا سالاريا.
كرّس فينكلمان نفسه لدراسة الآثار الرومانية بمساعدة صديقه الجديد، الرسام أنطون رافائيل منغز (1728-179) الذي عاش معه في روما بالبداية، واكتسب تدريجياً معرفة لا تضاهى بالفن القديم. سمحت طريقة فينكلمان بالملاحظة الدقيقة له بتعريف النسخ الرومانية من الفن اليوناني، وهو لم يكن أمراً عادياً في ذلك الوقت، اعتُبِرت الثقافة الرومانية الإنجاز النهائي للعصور القديمة. أصبح صديقه منغز السبيل الذي تحققت من خلاله أفكار فينكلمان في الفن، وانتشرت في جميع أنحاء أوروبا. (إن الطريقة الوحيدة لكي نصبح عظماء، نعم، خارقين -إذا كان ذلك ممكنًا- فهو بتقليد الإغريق)، هكذا أعلن فينكلمان في كتابه (الفكر) ولم يقصد بالتقليد لم يقصد النسخ العبودي.

## أعماله
- تأملات حول الأعمال الإغريقية في الرسم والنحت. (دراسة عن نظرية الفن 1755)

## روابط خارجية
- يوهان يواخيم فينكلمان على موقع الموسوعة البريطانية (الإنجليزية)
- يوهان يواخيم فينكلمان على موقع إن إن دي بي (الإنجليزية)